# Curcuma macrochlamys
Curcuma macrochlamys là một loài thực vật có hoa trong họ Gừng. Loài này được John Gilbert Baker miêu tả khoa học đầu tiên năm 1890 dưới danh pháp Kaempferia macrochlamys. Năm 1912, William Grant Craib chuyển nó sang chi Stahlianthus. Năm 2015, Jana Leong-Škorničková gộp Stahlianthus vào Curcuma và chuyển nó sang chi này.

## Phân bố
Loài này có trong dãy núi Tenasserim, ở Myanmar và Thái Lan (Doi Suthep, Chiang Mai). Môi trường sống là rừng rậm nhiệt đới thường xanh, ở cao độ 900 m.

## Mô tả
Không thân. Lá 4-5, 4-5 × 1 inch (10-13 × 2,5 cm) hình mác có cuống, nhọn, thu hẹp dần thành cuống có rãnh dài 2-3 inch (5-7,5 cm). Cụm hoa có cuống ngắn. Lá bắc ngoài 2 inch (5 cm), thuôn dài, màu nâu ánh tía. Hoa trắng. Các phần của tràng hoa dài 0,5 inch (1,3 cm). Nhị lép hình tròn-hình nêm, hơi dài hơn các phần tràng hoa. Môi rộng 1 inch (2,5 cm), xẻ thùy sâu tới 50% chiều dài thành 2 thùy tròn, màu vàng và nhiều lông ở mặt dưới. Mào bao phấn hình trứng, nguyên.